# Nagy Katalin (ultramaratoni futó)
Nagy Katalin  (Eger, 1979. május 5. –) ultramaratoni futó, világbajnok, amerikai csúcstartó, az amerikai ultrafutó válogatott tagja.

## A 24 órás futás világbajnoka
Ultrafutó karrierjének eddigi csúcspontját jelentette 2015-ben a 24 órás torinói világbajnokságon egyéniben és csapatban elért győzelme.

## Pályafutása
Sportkarrierjét kisiskolás korában úszóként kezdte.